# كلير هاموند
كلير هاموند (بالإنجليزية: Clare Hammond)‏ هي عازفة بيانو بريطانية، ولدت في 1985.

## وصلات خارجية
- الموقع الرسمي
- كلير هاموند على موقع IMDb (الإنجليزية)
- كلير هاموند على موقع ميوزك برينز (الإنجليزية)
- كلير هاموند على موقع ديسكوغز (الإنجليزية)
- كلير هاموند على موقع قاعدة بيانات الفيلم (الإنجليزية)